# 草鱼
草鱼（学名：Ctenopharyngodon idella），又称鲩鱼、鯶子、草鯶子、草青等，為輻鰭魚綱鯉形目鯝科草魚屬的一種淡水魚，是該屬下的唯一一種，廣泛養殖於世界各地。

## 特征

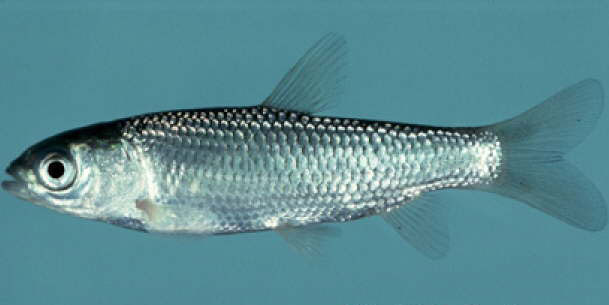
幼魚

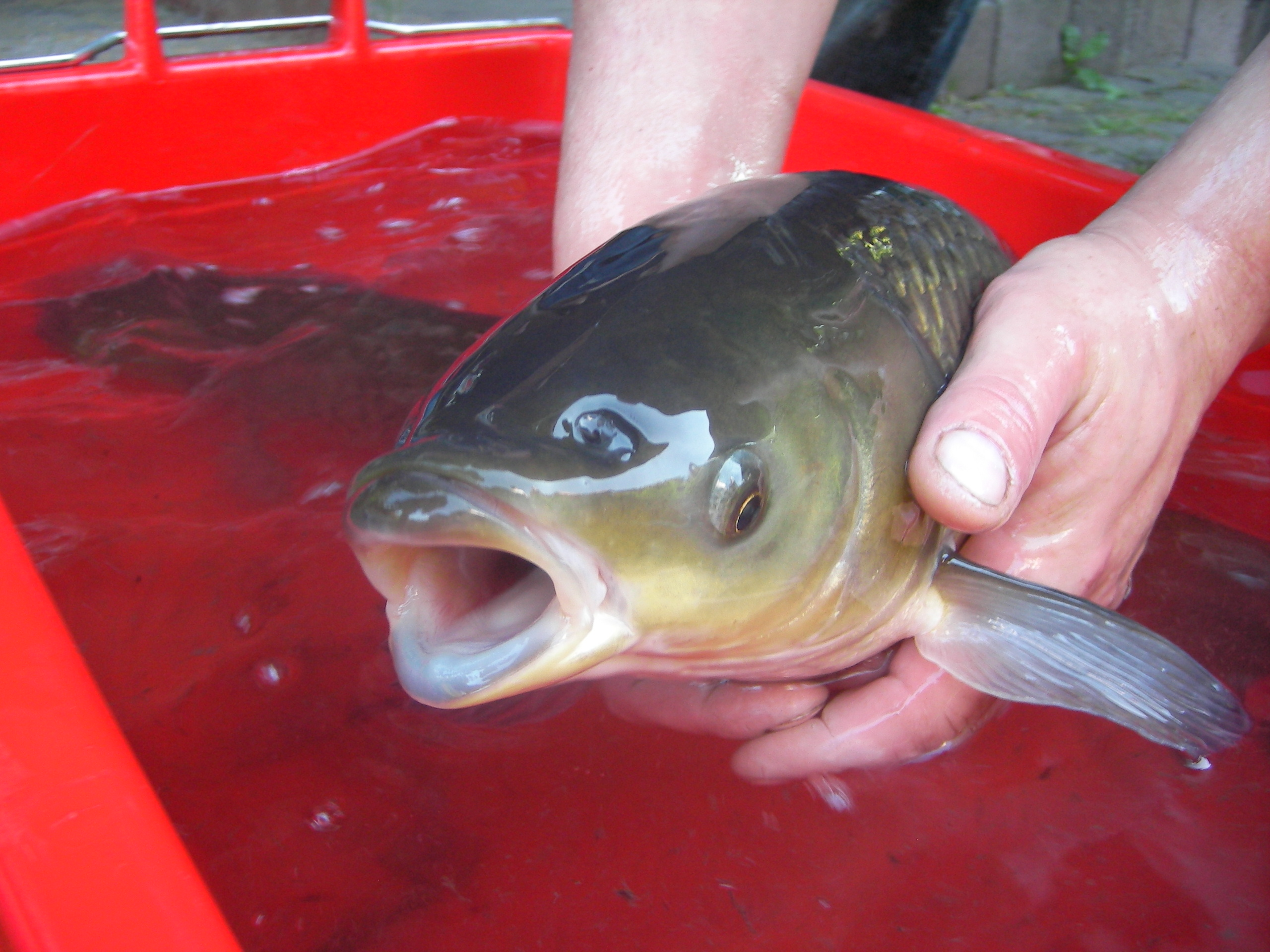
草魚的頭部

本魚體側扁且延長，吻短而圓鈍，口大，無鬚，特徵是具2排梳狀咽頭齒。魚體背部青褐色而略帶黃色，腹部乳白，鱗片大且具黑緣；側線完整，側線鱗38-42枚，胸鰭與腹鰭略帶黃色，尾鰭淺叉形，背鰭硬棘3枚； 背鰭軟條7至8枚；臀鰭硬棘3枚；臀鰭軟條7至11枚，體長可達1.5公尺。

## 分布
本魚原產於中国各大江河水系至俄羅斯西伯利亞東部均有分布，已作为水产生物廣泛引進世界各地。但它的繁殖条件比较苛刻，所以只在很少的几个国家成功繁衍出自然种群。

## 习性
本魚為初級食草性淡水魚，生活于水深5至30公尺。棲息於河川、水庫、湖泊的中下水域，游泳迅速，性情活潑，常成群觅食。3至4岁成熟，成長迅速。体长15毫米左右时，食底栖无脊椎动物；20毫米后，开始摄食植物的幼嫩部分和浮萍；30～32毫米时，转换为以周丛生物为主食；50～55毫米时完全转为草食，如食苦草、马来眼子菜等，以及象草、苏丹草、 稗草、瓜类的叶、藤等。

## 记载
晋朝郭璞在《尔雅注》中写道，“鯇，今鯶魚，似鱒而大”。
到了十世纪的晚唐，已有记录珠江三角洲以西的西江下游地区养殖鲩鱼。
而明朝的《本草纲目》有更为详细的介绍，“时珍曰∶鲩又音混，郭璞作。其性舒缓，故曰鲩，曰闽畜鱼者，以草饲之焉。”“藏器曰∶鲩生江湖中，似鲤。”“其形长身圆，肉浓而松，状类青鱼。有青鲩、白鲩二色。白者味胜，商人多之。”

## 用途
为中国主要淡水养殖鱼类之一，四大家鱼之一，肉质细嫩，骨刺少，营养丰富；鳞、皮可制胶，適合各種烹飪方式食用。其中，喂食蚕豆的脆肉鲩因肉质结实脆口久煮不烂而在粤菜中备受推崇。民間錯誤傳說草魚膽具「清肝明目」療效，事實上草魚膽有毒，易導致急性肝腎衰竭，尤不宜生食。

### 控制水草
1966年新西兰引进草鱼以控制水草生长，1973年荷兰效仿了这一做法。由于不符合草鱼的繁殖条件，在这两个国家草鱼并没有成为入侵物种，但一些国家仍只引进无繁殖能力的三倍体品种。

## 脚注
1. ↑  鲩浊上归去正音“睆 ㄏㄨㄢˋ huàn”，受粤音影响声母脱落又音“绾 ㄨㄢˇ wǎn”(鯇 - 中國哲學書電子化計劃 （页面存档备份，存于）)。
2. ↑  「鯶」，拼音：，注音：，南京官话：，切，音同「混」

## 外部連結
[在维基数据编辑]
 《欽定古今圖書集成·博物彙編·禽蟲典·鯇魚部》，出自陈梦雷《古今圖書集成》